# میتسورو ساتو
میتسورو ساتو (انگلیسی: Mitsuru Sato؛ زادهٔ ۲۱ دسامبر ۱۹۶۱) کشتی‌گیر اهل ژاپن است.